# Frauen am Rande des Nervenzusammenbruchs
Frauen am Rande des Nervenzusammenbruchs (Originaltitel: Mujeres al borde de un ataque de nervios) ist ein spanischer Spielfilm aus dem Jahr 1988. Regie bei der Tragikomödie führte Pedro Almodóvar, der auch das Drehbuch nach einem Skript des französischen Autors Jean Cocteau verfasste. Die Hauptrolle spielte Carmen Maura.

## Handlung
Die Schauspielerin und Synchronsprecherin Pepa wird von ihrem Geliebten Iván, der ebenfalls Synchronsprecher ist, verlassen. Nachdem er den Kontakt bei der Arbeit zu ihr vermieden hat und über eine Nachricht auf ihrem Anrufbeantworter angekündigt hat, die Stadt zu verlassen, versucht Pepa, im Glauben, dass er zu seiner Frau Lucía zurückgekehrt ist, über diese den Kontakt zu ihm herzustellen. Dabei sieht sie zum ersten Mal Iváns Sohn Carlos und stellt fest, dass Iván nicht zu seiner Frau zurückgekehrt ist. Pepa ist am Boden zerstört und fühlt sich hintergangen, da Iván ihr niemals von Carlos erzählt hat.
Wieder zu Hause findet Pepa auf ihrem Anrufbeantworter zahllose Nachrichten von ihrer Freundin Candela. Wütend, dass Iván keine Nachricht hinterlassen hat, wirft sie das Telefon durch ein Fenster. Kurz darauf wird Pepa von Candela aufgesucht, die auf der Flucht vor der Polizei ist, weil sich ihr Freund als schiitischer Terrorist entpuppt hat und sie Angst hat, als vermeintliche Mitwisserin angeklagt zu werden. Carlos und seine versnobte Freundin Marisa, die sich als Nachmieter für die Wohnung interessieren, kommen kurz darauf ebenfalls in die Wohnung und werden Zeugen, wie Candela versucht, sich durch einen Sprung von der Terrasse zu töten. Während Pepa und Carlos versuchen, Candela zu beruhigen, trinkt Marisa eine von Pepa mit Schlafmitteln versetzte Gazpacho, die eigentlich Iván zugedacht war, und wird außer Gefecht gesetzt.
Als Pepa die Anwältin Paulina Morales aufsucht, um sie um Hilfe für Candela zu bitten, findet sie heraus, dass sie die neue Freundin von Iván ist und zusammen mit ihm nach Stockholm reisen will. Gleichzeitig offenbart Candela Carlos, dass sie weiß, dass die Terroristen eben dieses Flugzeug entführen wollen. Carlos ruft die Polizei an, im Glauben, dass sie den Anruf nicht zurückverfolgen kann, wenn er schnell genug auflegt. Als Pepa zurück in ihre Wohnung kommt, findet sie heraus, dass Iván angerufen hat. Sie erfährt von Carlos, dass seine Mutter Lucía, kurz nachdem Iván sie verlassen hatte, von diesem in ein Sanatorium gesteckt wurde, aus dem sie erst kürzlich entlassen worden ist. Wütend wirft sie Iváns Koffer in den Müll, wobei sie sowohl ihn als auch Paulina knapp verpasst. Iván hinterlässt ihr eine Abschiedsnachricht auf dem Anrufbeantworter, die sie so sehr in Rage versetzt, dass sie das Gerät wütend aus dem Fenster und direkt auf Paulinas Auto wirft.
Kurz darauf erscheinen Lucía, ein Telefon-Techniker, der das kaputte Telefon reparieren soll, und zwei Polizisten, die auf der Suche nach dem anonymen Anrufer sind, in der Wohnung. Um Candela, die langsam die Nerven verliert, zu schützen, verteilt Pepa die versetzte Gazpacho an alle und lässt sie dadurch einschlafen. Lucía nutzt die Gelegenheit und stiehlt die Waffen der Polizisten, um Pepa damit zu bedrohen. Es stellt sich heraus, dass Lucía ihre mentale Genesung nur vorgetäuscht hat, um an Iván Rache zu nehmen. Sie fährt zum Flughafen, um einen Mordanschlag auf Iván zu verüben, und entführt dafür einen Motorradfahrer. Pepa und ihre Nachbarin Ana, die Freundin des Motorradfahrers, verfolgen sie mit dem Mambo-Taxi-Fahrer, der Pepa schon mehrmals in den vergangenen Tagen herumkutschiert hat, bis zum Flughafen Barajas, wo Pepa den Anschlag in letzter Sekunde vereiteln kann.
Iván ist daraufhin bereit, mit Pepa zu reden, doch diese ist zur Einsicht gekommen, dass es sich nicht lohnt, ihm hinterherzulaufen, und verlässt ihn. Zum Schluss, als Pepa in ihre verwüstete Wohnung zurückkehrt, offenbart Pepa der gerade aufgewachten Marisa, dass sie schwanger sei und die Wohnung lieber doch nicht aufgeben möchte. Die Aussicht sei einfach so schön.

## Rezeption
Dieter Krusche bezeichnete den Film in Reclams Filmführer als „eine lärmende, schrille Komödie, die ungeniert ganz vom Gesetz des Zufalls lebt. […] Almodóvar gibt nicht vor, die Wirklichkeit abzubilden, sondern schafft eine eigene unverwechselbare Realität, die auf vergnügliche Weise albtraumhaft erscheint.“
Für das Lexikon des internationalen Films war Frauen am Rande des Nervenzusammenbruchs eine „farcenhafte, frivol-humorig überdrehte Liebes- und Situationskomödie, deren extremer Rhythmus größeres Vergnügen bereiten kann als die satirische Substanz.“

## Auszeichnungen
Bei den Internationalen Filmfestspielen von Venedig 1988 gewann Almodóvar die Goldene Osella für das beste Drehbuch. Auf dem Toronto International Film Festival im selben Jahr erhielt er den Publikumspreis.
Bei der Goya-Verleihung 1989, der Verleihung des wichtigsten spanischen Filmpreises, erhielt der Film Auszeichnungen in den Kategorien Bester Film, Bestes Originaldrehbuch, Beste Hauptdarstellerin (Carmen Maura), Bester Schnitt und Beste Nebendarstellerin (María Barranco). Außerdem war er in den Kategorien Beste Regie, Beste Produktionsleitung, Beste Kamera, Beste Maske, Beste Kostüme, Bestes Szenenbild, Beste Filmmusik, Bester Ton, Beste Spezialeffekte (Reyes Abades), Bester Nebendarsteller (Guillermo Montesinos) und Beste Nebendarstellerin (Julieta Serrano) nominiert. Den Fotogramas-de-Plata-Preis gewannen Antonio Banderas und Carmen Maura, nominiert waren auch María Barranco und Chus Lampreave. María Barranco war auch für den Sant Jordi Award und, wie auch Rossy de Palma, für den Premio ACE nominiert.
Bei der Oscarverleihung 1989 war der Film als bester fremdsprachiger Film nominiert, musste sich aber Bille Augusts Pelle, der Eroberer geschlagen geben. Im selben Jahr gab es für den Film eine Golden-Globe-Nominierung als bester fremdsprachiger Film. 1990 folgte eine BAFTA-Nominierung als bester nicht-englischsprachiger Film. Den David di Donatello gewann Frauen am Rande des Nervenzusammenbruchs als bester ausländischer Film. Bei der Verleihung des Europäischen Filmpreises im Jahr 1988 wurde der Film als bester junger Film und Carmen Maura als beste Darstellerin ausgezeichnet. Das Sindacato Nazionale Giornalisti Cinematografici Italiani zeichnete Almodóvar mit dem Silbernen Band als bester ausländischer Regisseur aus. Die National Society of Film Critics der USA zeichnete ihn mit einem Spezialpreis („Special Award“) aus. Das US-amerikanische National Board of Review prämierte Frauen am Rande des Nervenzusammenbruchs mit dem NBR Award als bester fremdsprachiger Film.

## Trivia
In der deutschen Synchronfassung des Films wird die eigentlich für die Handlung wichtige Gazpacho als Carpaccio bezeichnet.